# Henicopidae
Die Henicopidae gehören zu den Tausendfüßern (Myriapoda). Innerhalb dieser Gruppe werden sie zur Klasse der Hundertfüßer (Chilopoda) gezählt, wo sie eine Familie mit 20 Gattungen bilden:

## Merkmale
Im Unterschied zur Familie der Lithobiidae haben die Arten der Familie nur zwei, jeweils rechts und links auf dem Kopf sitzende Lichtsinnesorgane (Ocellen) oder sie sind blind (Unterfamilie Anopsibiinae).

## Unterfamilien und Gattungen

### Unterfamilie Anopsibiinae
Die Arten der Unterfamilie Anopsibiinae sind meist 5–7 mm lang, die Gattungen Catanopsobius und Rhodobius erreichen nur 3 mm, hingegen können die Arten der Gattung Dzhungaria bis zu 14 mm lang werden. Die Arten haben 14 bis 18 Antennenglieder mit Ausnahme von Dzhungaria, bei der mehr als 30 Glieder vorhanden sind. Die Tergite sind meist gelblich braun. Die Arten besitzen keine Lichtsinnesorgane. Es wurden 20 Arten in acht Gattungen beschrieben.
Stand: 29. April 2016
- Anopsobiella Attems, 1938
- Anopsobius Silvestri, 1899
- Catanopsobius Silvestri, 1909
- Dichelobius Attems, 1911
- Dzhungaria Farzalieva, Zalesskaja & Edgecombe, 2004
- Ghilaroviella Zalesskaya, 1975
- Rhodobius Silvestri, 1933
- Shikokuobius Shinohara, 1982

### Unterfamilie Henicopinae
Die Unterfamilie Henicopinae wird in zwei Triben unterteilt. Es sind rund 100 Arten in 12 Gattungen beschrieben. Von den Arten der Unterfamilie Anopsibiinae unterscheiden sich die Henicopinae durch das Fehlen der Coxalfortsätze am 15. Beinpaar und durch das Vorhandensein der beiden Ocellen.
Tribus Henicopini
Die Arten dieser Gruppe sind weltweit verbreitet, bis auf wenige Ausnahmen innerhalb der Gattungen Lamyctes und Pleotarsobius kommen sie jedoch nur auf der Südhalbkugel vor. Es gibt rund 80 Arten in 7 Gattungen.
Stand: 29. April 2016
- Analamyctes Chamberlin, 1956
- Easonobius Edgecombe, 2003
- Henicops Newport, 1844
- Lamyctes Meinert, 1868
- Lamyctopristus Attems, 1928
- Paralamyctes Pocock, 1901
- Pleotarsobius Attems, 1909

Tribus Zygethobiini
Die Vertreter dieser Gruppe leben auf der Nordhalbkugel, sowohl in Nordamerika, als auch in Zentral- und Ostasien. Es gibt 18 Arten in 5 Gattungen.
Stand: 29. April 2016
- Buethobius Chamberlin, 1911
- Cermatobius Haase, 1885
- Hedinobius Verhoeff, 1934
- Yobius Chamberlin, 1945
- Zygethobius Chamberlin, 1903